# العلاقات الفانواتية الكينية
العلاقات الفانواتية الكينية هي العلاقات الثنائية التي تجمع بين فانواتو وكينيا.

## مقارنة بين البلدين
هذه مقارنة عامة ومرجعية للدولتين:
| وجه المقارنة                                              | فانواتو                                  | كينيا                         |
| --------------------------------------------------------- | ---------------------------------------- | ----------------------------- |
| المساحة (كم2)                                             | 12.19 ألف                                | 581.31 ألف                    |
| عدد السكان (نسمة)                                         | 276.24 ألف                               | 48.47 مليون                   |
| الكثافة السكانية (ن./كم²)                                 | 22.66                                    | 83.38                         |
| العاصمة                                                   | بورت فيلا                                | نيروبي                        |
| اللغة الرسمية                                             | اللغة البسلاما، لغة فرنسية، لغة إنجليزية | اللغة السواحلية، لغة إنجليزية |
| العملة                                                    | فاتو فانواتي                             | شيلينغ كيني                   |
| الناتج المحلي الإجمالي (بليون دولار)                      | 862.88 مليون                             | 74.94 مليار                   |
| الناتج المحلي الإجمالي (تعادل القوة الشرائية) بليون دولار | 790.76 مليون                             | 142.24 مليار                  |
| الناتج المحلي الإجمالي الاسمي للفرد دولار أمريكي          | 2.81 ألف                                 | 1.38 ألف                      |
| الناتج المحلي الإجمالي للفرد دولار أمريكي                 | 3.03 ألف                                 | 2.95 ألف                      |
| مؤشر التنمية البشرية                                      | 0.594                                    | 0.548                         |
| رمز المكالمات الدولي                                      | +678                                     | +254                          |
| رمز الإنترنت                                              | .vu                                      | .ke                           |
| المنطقة الزمنية                                           | ت ع م+11:00                              | ت ع م+03:00                   |

## منظمات دولية مشتركة
يشترك البلدان في عضوية مجموعة من المنظمات الدولية، منها:
| علم المنظمة | اسم المنظمة                                 | تاريخ انضمام فانواتو | تاريخ انضمام كينيا |
| ----------- | ------------------------------------------- | -------------------- | ------------------ |
|             | يونسكو                                      | 10 فبراير 1994       | 7 أبريل 1964       |
|             | مؤسسة التمويل الدولية                       | 28 سبتمبر 1981       | 3 فبراير 1964      |
|             | منظمة حظر الأسلحة الكيميائية                | ?                    | ?                  |
|             | مؤسسة التنمية الدولية                       | 28 سبتمبر 1981       | 3 فبراير 1964      |
|             | منظمة التجارة العالمية                      | ?                    | 1995               |
|             | وكالة ضمان الاستثمار متعدد الأطراف          | 27 يوليو 1988        | 28 نوفمبر 1988     |
|             | الاتحاد البريدي العالمي                     | ?                    | ?                  |
|             | الاتحاد الدولي للاتصالات                    | 30 مارس 1988         | 11 أبريل 1964      |
|             | الأمم المتحدة                               | 15 سبتمبر 1981       | 16 ديسمبر 1963     |
|             | البنك الدولي للإنشاء والتعمير               | 28 سبتمبر 1981       | 3 فبراير 1964      |
|             | مجموعة دول أفريقيا والكاريبي والمحيط الهادئ | ?                    | ?                  |
|             | دول الكومنولث                               | ?                    | 12 ديسمبر 1963     |

## وصلات خارجية
- موقع وزارة الخارجية الكينية